# Krabbendam

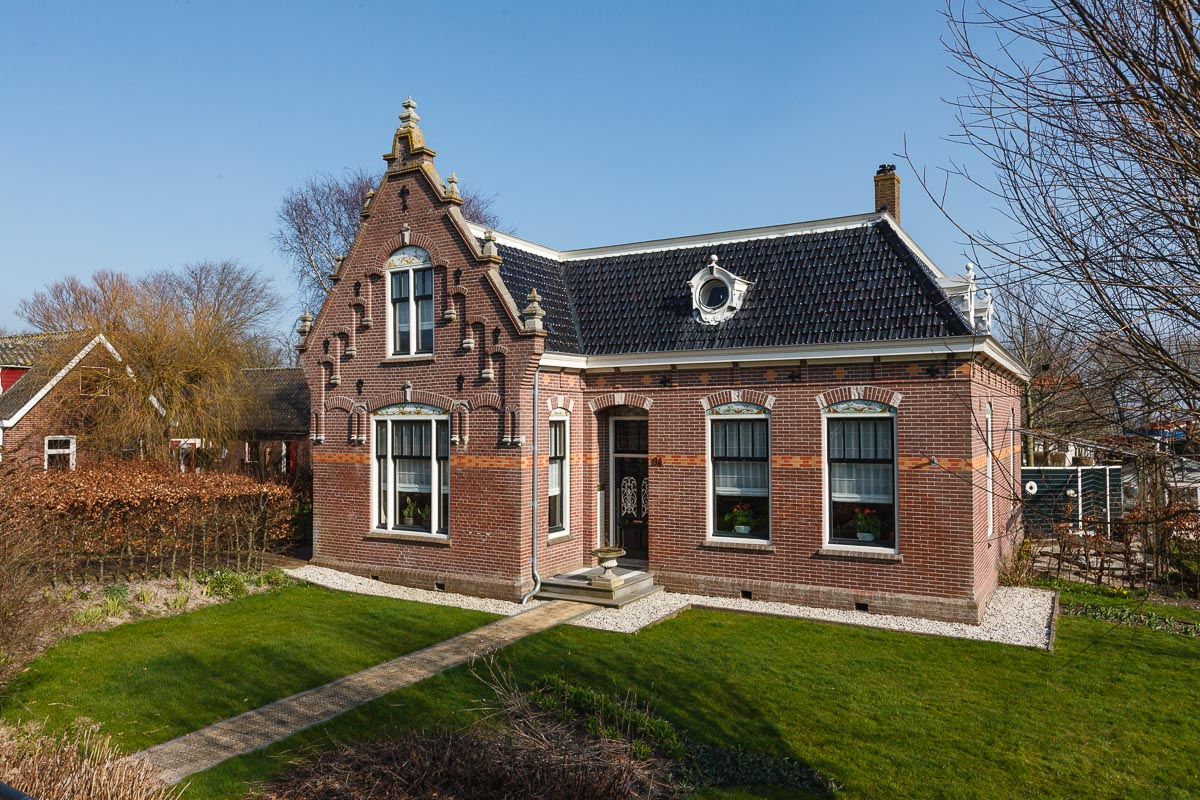
Monumentaal pand aan de Westfriesedijk 94 in Krabbendam

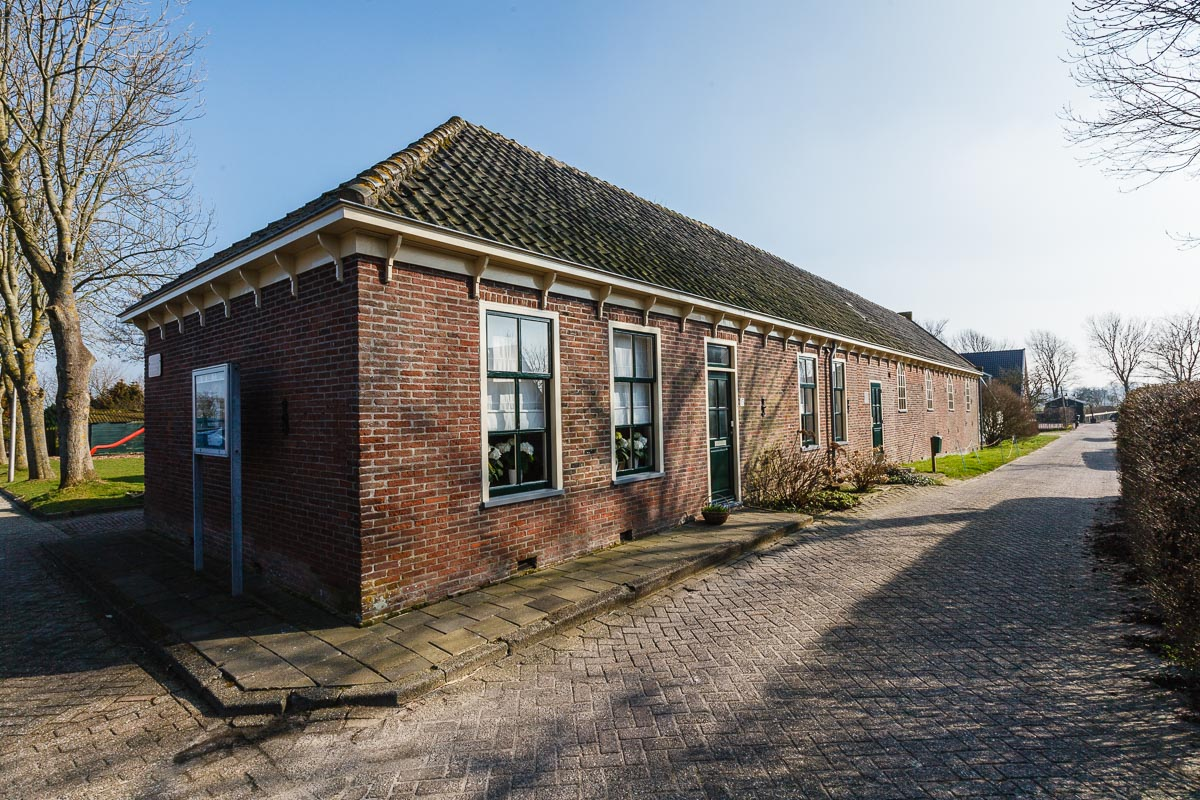
De gereformeerde schuurkerk

Krabbendam is een dorpje in de gemeente Schagen, in de provincie Noord-Holland. Krabbendam ligt tegen de Westfriese Omringdijk. Het had in 2005 ongeveer 140 inwoners.

## Geschiedenis
Als naam wordt Crabbendam vermeld vanaf 1321. Het dorpje bestond in die tijd uit twee terpjes. Krabbendam was eens een steunpunt voor de Graven van Holland, mede door het haventje dat Floris V daar aanlegde rond 1270 en zijn dwangburcht Nuwendoorn vanaf 1282-1366/67. Tevens was er op de plaats van het huidige Kerkpad vanaf 1100 een stenen "Huis" van de Heren van Haerlem met in 1321 de Heer van Crabbe als "castelein". Ook was er ten noorden van Krabbendam een verkaveling uit 1250 door de monniken van Eenigenburg uitgevoerd die de "Henen" werden genoemd. De Rekerdam, nu Oude Schoorlse Zeedijk genaamd, is vanaf 1264 gemaakt.
Aanvankelijk lag dus rond 1100 op het terrein aan de Westfriesedijk hoek Oude Schoorlse Zeedijk al een haventje. Het geheel stond in verbinding met de toenmalige Rekere die vlak langs Krabbendam liep en in de nog niet ingepolderde Zijpe stroomde. Deze Rekere is in 1531 vergraven in de Koedijker- Hondsbossche- en Pettemervaart.
In het haventje werden drie loopsteigers gevonden van ongeveer 40 meter lang. Een ondernemer van dijk- en waterwerken was Jacob de Wael van Rozenburg, verwant aan de Heren van Egmont en een afstammeling via de vrouwelijke lijn uit het uitgestorven geslacht van de Heren van Haarlem. In de archieven wordt hij genoemd als de maker van de loopsteigers in het haventje, en van een stukje Rekerdam nu Oude Schoorlse Zeedijk noordwest van het centrum van Krabbendam.
Voor 1421 heette het noordelijke deel van Krabbendam rechterlijk onder Schoorl "Bergeban", het zuidelijke deel tot aan Huiskebuurt "Bergemont". Een andere vermelding van Crabbendam dateert uit 1572 (de "Spaanse tijd"), waarbij ook de nodige vernielingen werden aangericht door de troepen van Sonoy. De katholieke kerk die tegen de Westfriesedijk aan was gebouwd, werd geheel vernietigd en niet meer opgebouwd.
Tijdens de invasie van Britse en Russische troepen in 1799 bleek slechts één huis tegen het geweld bestand. Het dorpje werd in 1808 opnieuw opgebouwd.

## Bouwwerken
De Gereformeerde Kerk heeft in 1846 een schuurkerkje. Het orgel uit 1765, gemaakt door Hendrik Blötz voor de Rooms-Katholieke schuilkerk te Diemen, werd in 1911 overgeplaatst naar Krabbendam.
Boven het dorpje ligt ten noorden richting Eenigenburg de ruïne van het kasteel Nyewendoren-Nuwendoorn. Dit kasteel liet Floris V na zijn overwinning op de West-Friezen bouwen (1282-1367).